# Élections aux Cortes d'Aragon de 2003
Les élections aux Cortes d'Aragon de 2003 (en espagnol : Elecciones a las Cortes de Aragón de 2003) se tiennent le dimanche 25 mai 2003, afin d'élire les 67 députés de la VIe législature des Cortes d'Aragon pour un mandat de quatre ans.

## Mode de scrutin
Les Cortes d'Aragon (Cortes de Aragón) est une assemblée parlementaire monocamérale constituée de 67 députés (diputados) élu pour une législature de quatre ans au suffrage universel direct selon les règles du scrutin proportionnel d'Hondt par l'ensemble des personnes résidant dans la communauté autonome où résidant momentanément à l'extérieur de celle-ci, si elles en font la demande.

### Convocation du scrutin
Conformément à l'article 18 du statut d'autonomie de l'Aragon, les Cortes sont élues pour un mandat de quatre ans. L'article 11 de la loi électorale aragonaise du 18 février 1987 précise que les élections sont convoquées au moyen d'un décret du président de la Députation générale d'Aragon « dans les délais prévus par la loi organique relative au régime électoral général » afin que le scrutin se tienne le quatrième dimanche du mois de mai, tous les quatre ans.

### Nombre de députés par circonscription
Puisque l'article 19 du statut d'autonomie prévoit que « les Cortes seront composées par un nombre de députés compris entre 60 et 75 », l'article 13 de la loi électorale dispose que le nombre de parlementaires est fixé à 67 et attribue à chaque circonscription 13 sièges, les 28 mandats restant étant distribués en fonction de la population provinciale, l'article 12 énonce effectivement que « chaque province constitue une circonscription électorale. »
Le décret de convocation des élections, publié le 1er avril 2003, dispose que la circonscription de Huesca se voit attribuer 18 députés, la circonscription de Teruel 14 députés et la circonscription de Saragosse 35 députés.

### Présentation des candidatures
Peuvent présenter des candidatures, : 
- les partis et fédérations de partis inscrits auprès des autorités ;
- les coalitions de partis et/ou fédérations inscrites auprès de la commission électorale au plus tard dix jours après la convocation du scrutin ;
- les groupes d'électeurs bénéficiant du parrainage d'au moins 1 % des électeurs de la circonscription.

### Répartition des sièges
Seules les listes ayant recueilli au moins 3 % des suffrages exprimés dans une circonscription peuvent participer à la répartition des sièges à pourvoir dans cette circonscription, qui s'organise en suivant différentes étapes : 
- les listes sont classées en une colonne par ordre décroissant du nombre de suffrages obtenus ;
- les suffrages de chaque liste sont divisés par 1, 2, 3... jusqu'au nombre de députés à élire afin de former un tableau ;
- les mandats sont attribués selon l'ordre décroissant des quotients ainsi obtenus[9].

## Campagne

### Principales forces politiques
| Force politique | Force politique                                                     | Force politique | Chef de file                                               | Idéologie                                                                     | Résultats en 1999          |
| --------------- | ------------------------------------------------------------------- | --------------- | ---------------------------------------------------------- | ----------------------------------------------------------------------------- | -------------------------- |
|                 | Parti populaire Partido Popular                                     | PP              | Gustavo Alcalde                                            | Centre droit à droite Libéral-conservatisme, démocratie chrétienne, unionisme | 39,1 % des voix 28 députés |
|                 | Parti socialiste ouvrier espagnol Partido Socialista Obrero Español | PSOE            | Marcelino Iglesias (Président de la Députation générale)   | Centre gauche Social-démocratie, progressisme, régionalisme                   | 31,4 % des voix 23 députés |
|                 | Parti aragonais Partido Aragonés                                    | PAR             | José Ángel Biel (Vice-président de la Députation générale) | Centre à centre droit Nationalisme aragonais, conservatisme                   | 13,6 % des voix 10 députés |
|                 | Chunta Aragonesista Junte aragonaisiste                             | CHA             | Chesús Bernal (es)                                         | Gauche Socialisme démocratique, nationalisme aragonais                        | 11,4 % des voix 5 députés  |
|                 | Gauche unie Izquierda Unida                                         | IU              | Adolfo Barrena (es)                                        | Gauche radicale Écosocialisme, communisme, républicanisme                     | 9,3 % des voix 5 députés   |

## Résultat

### Total régional
| Représentation en hémicycle sur un axe gauche-droite du résultat. |                                          |           |       |      |        |               |
| Partis                                                            | Partis                                   | Voix      | %     | +/-  | Sièges | +/-           |
|                                                                   | Parti socialiste ouvrier espagnol (PSOE) | 270 468   | 37,94 | 6,59 | 27     | 4             |
|                                                                   | Parti populaire (PP)                     | 219 058   | 30,73 | 8,35 | 22     | 6             |
|                                                                   | Chunta Aragonesista (CHA)                | 97 777    | 13,72 | 2,39 | 9      | 4             |
|                                                                   | Parti aragonais (PAR)                    | 79 670    | 11,18 | 2,37 | 8      | 2             |
|                                                                   | Gauche unie (IU)                         | 21 796    | 3,06  | 0,84 | 1      | en stagnation |
|                                                                   | Autres                                   | 9 220     | 1,29  | –    | 0      | en stagnation |
|                                                                   |                                          |           |       |      |        |               |
| Votes valides                                                     | Votes valides                            | 697 970   | 97,28 |      |        |               |
| Votes blancs                                                      | Votes blancs                             | 14 874    | 2,07  |      |        |               |
| Votes nuls                                                        | Votes nuls                               | 4 613     | 0,65  |      |        |               |
| Total                                                             | Total                                    | 717 457   | 100   | –    | 67     | en stagnation |
| Abstentions                                                       | Abstentions                              | 302 341   | 29,65 |      |        |               |
| Inscrits / Participation                                          | Inscrits / Participation                 | 1 019 798 | 70,35 |      |        |               |

### Par circonscription
|             |             |         |         |               |               |         |         |        |               |         |         |        |               |  |  |  |  |  |  |
| Sièges      | Sièges      | 18      | 18      | en stagnation | en stagnation | 14      | 14      | 1      | 1             | 35      | 35      | 1      | 1             |  |  |  |  |  |  |
|             |             |         |         |               |               |         |         |        |               |         |         |        |               |  |  |  |  |  |  |
|             |             | Nombre  | Nombre  | %             | %             | Nombre  | Nombre  | %      | %             | Nombre  | Nombre  | %      | %             |  |  |  |  |  |  |
| Inscrits    | Inscrits    | 177 023 | 177 023 | 100,00        | 100,00        | 116 531 | 116 531 | 100,00 | 100,00        | 726 244 | 726 244 | 100,00 | 100,00        |  |  |  |  |  |  |
| Abstentions | Abstentions | 49 976  | 49 976  | 28,23         | 28,23         | 29 712  | 29 712  | 25,50  | 25,50         | 222 653 | 222 653 | 30,66  | 30,66         |  |  |  |  |  |  |
| Votants     | Votants     | 127 047 | 127 047 | 71,77         | 71,77         | 86 819  | 86 819  | 74,50  | 74,50         | 503 591 | 503 591 | 69,34  | 69,34         |  |  |  |  |  |  |
| Nuls        | Nuls        | 931     | 931     | 0,73          | 0,73          | 809     | 809     | 0,93   | 0,93          | 2 873   | 2 873   | 0,57   | 0,57          |  |  |  |  |  |  |
| Blancs      | Blancs      | 2 499   | 2 499   | 1,97          | 1,97          | 1 379   | 1 379   | 1,59   | 1,59          | 10 996  | 10 996  | 2,18   | 2,18          |  |  |  |  |  |  |
| Exprimés    | Exprimés    | 123 617 | 123 617 | 97,30         | 97,30         | 84 631  | 84 631  | 97,48  | 97,48         | 489 722 | 489 722 | 97,25  | 97,25         |  |  |  |  |  |  |
|             |             |         |         |               |               |         |         |        |               |         |         |        |               |  |  |  |  |  |  |
| Partis      | Partis      | Voix    | %       | Sièges        | +/-           | Voix    | %       | Sièges | +/-           | Voix    | %       | Sièges | +/-           |  |  |  |  |  |  |
|             | PSOE        | 53 486  | 42,41   | 8             | 1             | 29 895  | 34,76   | 5      | en stagnation | 187 087 | 37,36   | 14     | 3             |  |  |  |  |  |  |
|             | PP          | 37 479  | 29,72   | 6             | 1             | 28 871  | 33,57   | 5      | 2             | 152 708 | 30,50   | 11     | 3             |  |  |  |  |  |  |
|             | CHA         | 12 550  | 9,95    | 2             | 1             | 6 529   | 7,59    | 1      | 1             | 78 698  | 15,72   | 6      | 2             |  |  |  |  |  |  |
|             | PAR         | 15 497  | 12,29   | 2             | 1             | 15 662  | 18,21   | 3      | en stagnation | 48 511  | 9,69    | 3      | 1             |  |  |  |  |  |  |
|             | IU          | 3 269   | 2,59    | 0             | en stagnation | 3 164   | 3,68    | 0      | en stagnation | 15 363  | 3,07    | 1      | en stagnation |  |  |  |  |  |  |
|             | Autres      | 1 336   | 1,05    |               |               | 529     | 0,61    |        |               | 7 355   | 1,47    |        |               |  |  |  |  |  |  |